# Дикая штучка (фильм, 1986)
«Дикая штучка» (англ. Something Wild) — кинофильм режиссёра Джонатана Демми с Джеффом Дэниэлсом и Мелани Гриффит в главных ролях.

## Сюжет
Девушка по имени Лулу «похищает» преуспевающего банкира Чарльза Дриггса, который не заплатил по счёту после обеда в кафе, и впутывает его в странные приключения. Вместе они отправляются в путешествие из Нью-Йорка в Пенсильванию, во время которого сдержанный и серьёзный Чарльз начинает поддаваться под обаяние независимой и дикой Лулу. На встрече выпускников им попадается бывший муж Лулу Рей Синклер, недавно вышедший из тюрьмы. По ходу фильма между Чарльзом и Реем возникает соперничество, которое заканчивается дракой. В результате вмешательства полиции Чарльз теряет Лулу из виду, но пытается её повсюду найти. И вот, когда он уже отчаялся найти её, он встречает Лулу в том же самом кафе.

## В ролях
| Актёр          | Роль                     |
| -------------- | ------------------------ |
| Джефф Дэниэлс  | Чарльз Дриггс            |
| Мелани Гриффит | Одри Ханкель/Лулу        |
| Рэй Лиотта     | Рей Синклер              |
| Маргарет Колин | Ирен                     |
| Гэри Гётцман   | Гвидо Паонесса           |
| Чарльз Нейпир  | повар                    |
| Кеннет Утт     | папаша                   |
| Джон Сэйлз     | полицейский на мотоцикле |
| Трейси Уолтер  | деревенский сквайр       |

## Награды и номинации
- В 1987 году фильм был номинирован на кинопремию Золотой глобус в номинациях:
  - Премия «Золотой глобус» за лучшую мужскую роль — комедия или мюзикл — Джефф Дэниэлс
  - Премия «Золотой глобус» за лучшую женскую роль — комедия или мюзикл — Мелани Гриффит
  - Премия «Золотой глобус» за лучшую мужскую роль второго плана — Кинофильм — Рэй Лиотта.
- В 1987 году фильм выиграл премию Эдгара Аллана По в категории «Лучший фильм» (И. Макс Фрай). В том же году актёрские работы получили номинации на «Золотой глобус» в категориях «Лучшая мужская роль в комедии или мюзикле» (Джефф Дэниэлс), «Лучшая женская роль в комедии или мюзикле» (Мелани Гриффит), «Лучшая мужская роль второго плана» (Рей Лиотта).